# Mycodrosophila punctata
Mycodrosophila punctata är en tvåvingeart som beskrevs av Tsacas 1990. Mycodrosophila punctata ingår i släktet Mycodrosophila och familjen daggflugor. Inga underarter finns listade i Catalogue of Life.